# Neville Hayes
Neville Ronald Hayes (* 2. Dezember 1943 in Hurstville; † 28. Juni 2022) war ein australischer Schwimmer. Er gewann bei Olympischen Spielen und bei Commonwealth Games jeweils zwei Silbermedaillen.

## Karriere
1960 bei den olympischen Schwimmwettbewerben in Rom wurde erstmals bei Olympischen Spielen ein Wettbewerb in der Lagenstaffel ausgetragen. Im Vorlauf qualifizierte sich die australische Staffel mit Julian Carroll, William Burton, Kevin Berry und Geoff Shipton mit der zweitbesten Zeit für das Finale. Im Endlauf gewann die Staffel aus den Vereinigten Staaten in neuer Weltrekordzeit. Die australische Staffel mit David Theile, Terry Gathercole, Neville Hayes und Geoff Shipton schlug sechseinhalb Sekunden nach der US-Staffel an und hatte 0,2 Sekunden Vorsprung auf die drittplatzierten Japaner. Die nur im Vorlauf eingesetzten Athleten erhielten nach den bis 1980 gültigen Regeln keine Medaille. Neville Hayes trat auch über 200 Meter Schmetterling an und erreichte mit der viertbesten Vorlaufzeit sowie der sechstbesten Semifinalzeit den Endlauf. Dort gewann Michael Troy aus den Vereinigten Staaten in der neuen Weltrekordzeit von 2:12,8 Minuten mit 1,8 Sekunden Vorsprung vor Neville Hayes. Dritter wurde mit David Gillanders der zweite Schwimmer aus den Vereinigten Staaten.
Zwei Jahre später bei den British Empire and Commonwealth Games 1962 in Perth wurden die Schwimmwettbewerbe auf Yards-Strecken ausgetragen. Über 110 Yards Schmetterling siegte Kevin Berry mit 2,8 Sekunden Vorsprung vor Neville Hayes. Über 220 Yards Schmetterling gewann ebenfalls Kevin Berry, auf dieser doppelt so langen Strecke hatte er mit 5,5 Sekunden auch doppelt so viel Vorsprung vor Neville Hayes als Zweitplatziertem. Brett Hill als Dritter vervollständigte den Dreifacherfolg der Australier auf dieser Distanz.
Neville Hayes studierte an der Harvard University und schwamm auch im Team der Universität, der Harvard Crimson. 1967 beendete er seine Karriere als Schwimmer, um sich ganz auf seinen Studienabschluss zu konzentrieren.